# Steven Thompson
Steven Thompson (Paisley, Skócia, 1978. október 14. –) skót labdarúgó, aki jelenleg a Burnleyben játszik csatárként.

## Pályafutása

### Dundee United
Thompson 1996-ban, a Dundee Unitednél kezdte profi pályafutását. 1997-ben, egy Hearts elleni meccsen debütált a felnőtt csapatban. Az 1999/98-as szezonra állandó tagja lett a Dundee-nak. 2002 őszén felmerült, hogy a Rangers érdeklődik iránta, nem sokkal később a két klub meg is egyezett egymással.

### Rangers
A Rangers 2003 karácsonyán 200 ezer fontért leigazolta Thompsont. Már az első mérkőzésén, a Dundee ellen gólt szerzett, de ezután már csak egyszer talált be a szezon során. 2003 szeptemberében térdsérülést szenvedett, ami miatt márciusig nem játszhatott. Az idényt hat góllal zárta. A 2005/06-as évad során fontos tagja lett a glasgow-iaknak, 2006 januárjában mégis elhagyta a klubot és a Cardiffhoz igazolt.

### Cardiff City
A Cardiff City 250 ezer fontot fizetett a Rangersnek Thompsonért. Első ottani szezonjában stabil kezdő volt Michael Chopra mellett. Minden sorozatot egybevéve 45 meccsen játszott, de mindössze hat gólt szerzett. 2007 nyarán átadólistára helyezték kevés találata miatt, de nyaralás közben megsérült, így nem tudta elhagyni a csapatot. Szeptember 15-én térhetett vissza a pályára, csereként állt be egy Plymouth Argyle elleni mérkőzésen és egyenlítő góljával pontot mentett csapatának. A november és december közötti időszakban állandó kezdő volt Jimmy Floyd Hasselbaink mellett és három gólt lőtt.
2008 januárjában két másodosztályú csapat is ajánlatot tett érte, de a Cardiff mindkettőre nemet mondott. Részese volt a walesi csapat menetelésének, mely során az eljutott az FA Kupa döntőjéig. A finálén is pályára lépett, ahol 1-0-s vereséget szenvedtek a Portsmouth-tól. A 2008/09-es szezon előtt lejjebb csúszott a ranglétrán, mivel a klubhoz érkezett két új csatár, Ross McCormack és Jay Bothroyd. Az idény első meccsén ennek ellenére kezdőként kapott lehetőséget és gólt is szerzett a Southampton ellen 2-1-re megnyert találkozón.

### Burnley
2008. szeptember 1-jén a Burnley ingyen leigazolta Thompsont. Szeptember 13-án, a Nottingham Forest ellen mutatkozott be a csapatban. Első szezonjában minden sorozatot egybevéve 40-szer lépett pályára és 11 gólt szerzett. A másodosztály rájátszásának elődöntőjén, a Reading ellen is lőtt egy látványos gólt.

## Válogatott
Thompson 2002 márciusában, egy Franciaország ellen meccsen debütált a skót válogatottban. James McFadden, Kenny Miller és Steven Fletcher mellett nem tudott állandó tagja lenni nemzeti csapatának. 2004-ig vált válogatott, addig 16 meccsen kapott lehetőséget és három gólt szerzett.

## Sikerei, díjai

### Rangers
- Skót bajnok: 2004/05
- Skót kupa-győztes: 2003
- Skót ligakupa-győztes: 2005

### Burnley
- A másodosztály rájátszásának győztese: 2008/09

## Külső hivatkozások
- Steven Thompson pályafutásának statisztikái a Soccerbase oldalon (angolul)

- Steven Thompson adatlapja a Burnley honlapján

## Fordítás
- Ez a szócikk részben vagy egészben  a   Steven Thompson (Scottish footballer) című angol Wikipédia-szócikk fordításán alapul.  Az eredeti cikk szerkesztőit annak laptörténete sorolja fel. Ez a jelzés csupán a megfogalmazás eredetét és a szerzői jogokat jelzi, nem szolgál a cikkben szereplő információk forrásmegjelöléseként.